# Zarratón
Zarratón è un comune spagnolo di 253 abitanti situato nella comunità autonoma di La Rioja.